# Bulevar Louis Pasteur
El Bulevar Louis Pasteur es una avenida situada en la ciudad española de Málaga, Andalucía. Se encuentra en el distrito Teatinos-Universidad y es una de las calles más importantes del mismo, ya que es el bulevar Louis Pasteur el que vertebra todo el campus universitario de Teatinos, donde están la mayor parte de las facultades y otros edificios e instituciones de la Universidad de Málaga (UMA).

## Historia
El bulevar toma el nombre del médico francés Louis Pasteur. 

En 2022, la Universidad de Málaga anunció su proyecto de transformar el bulevar Louis Pasteur en una vía ecotecnológica, plagado de zonas verdes, puntos de encuentro y otras infraestructuras. 

Edificios de interés
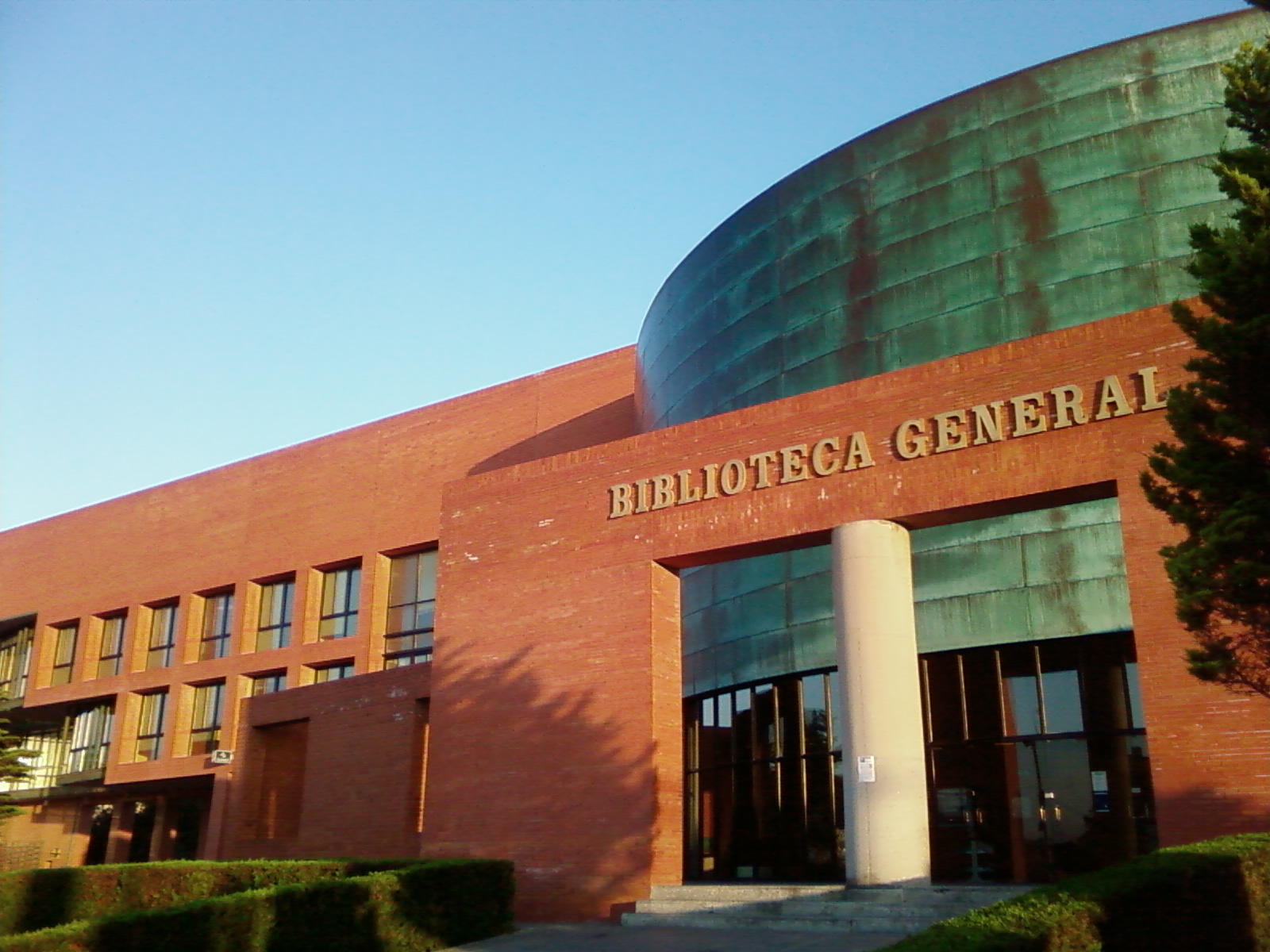
Biblioteca General de la UMA
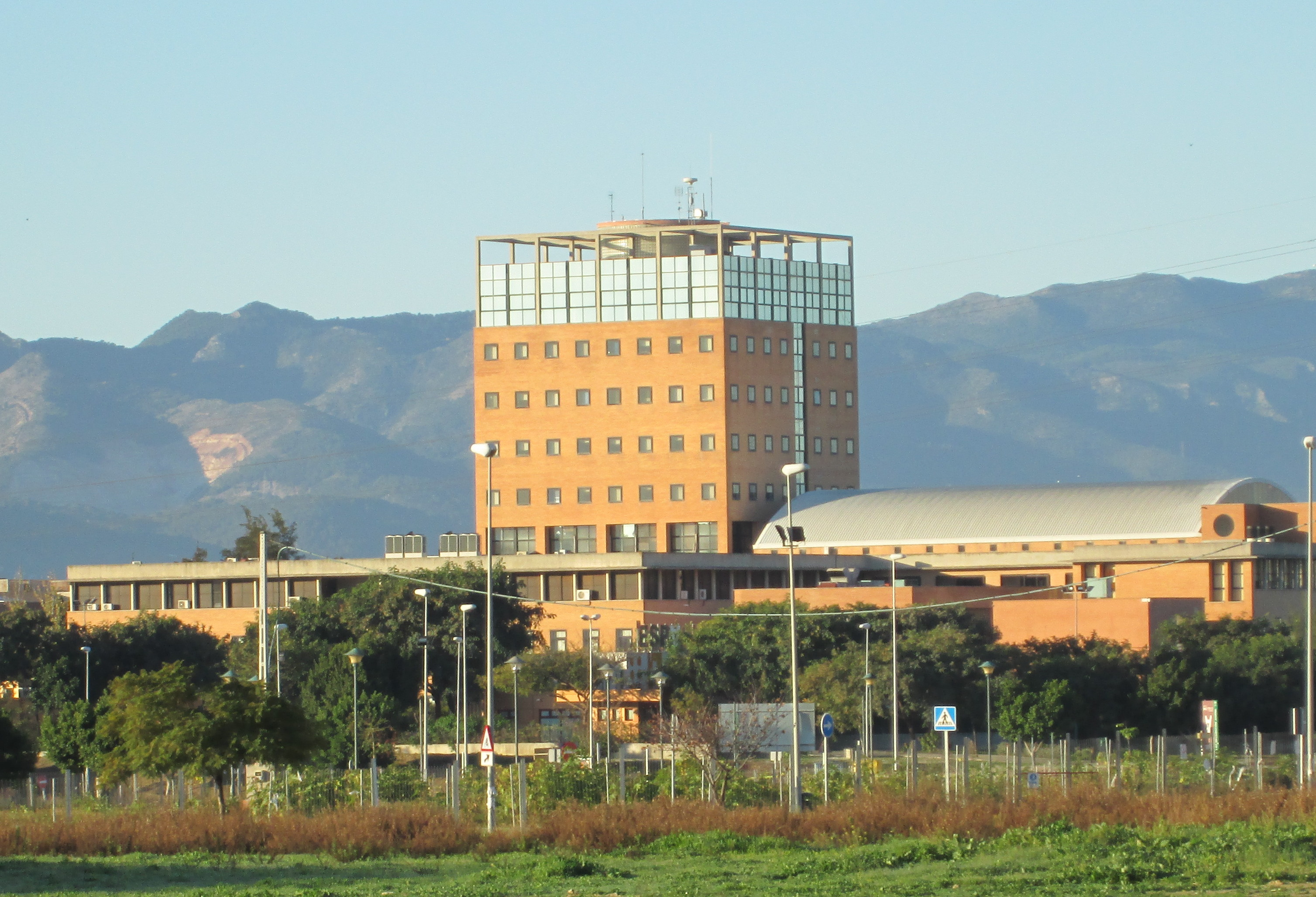
Facultad de Psicología
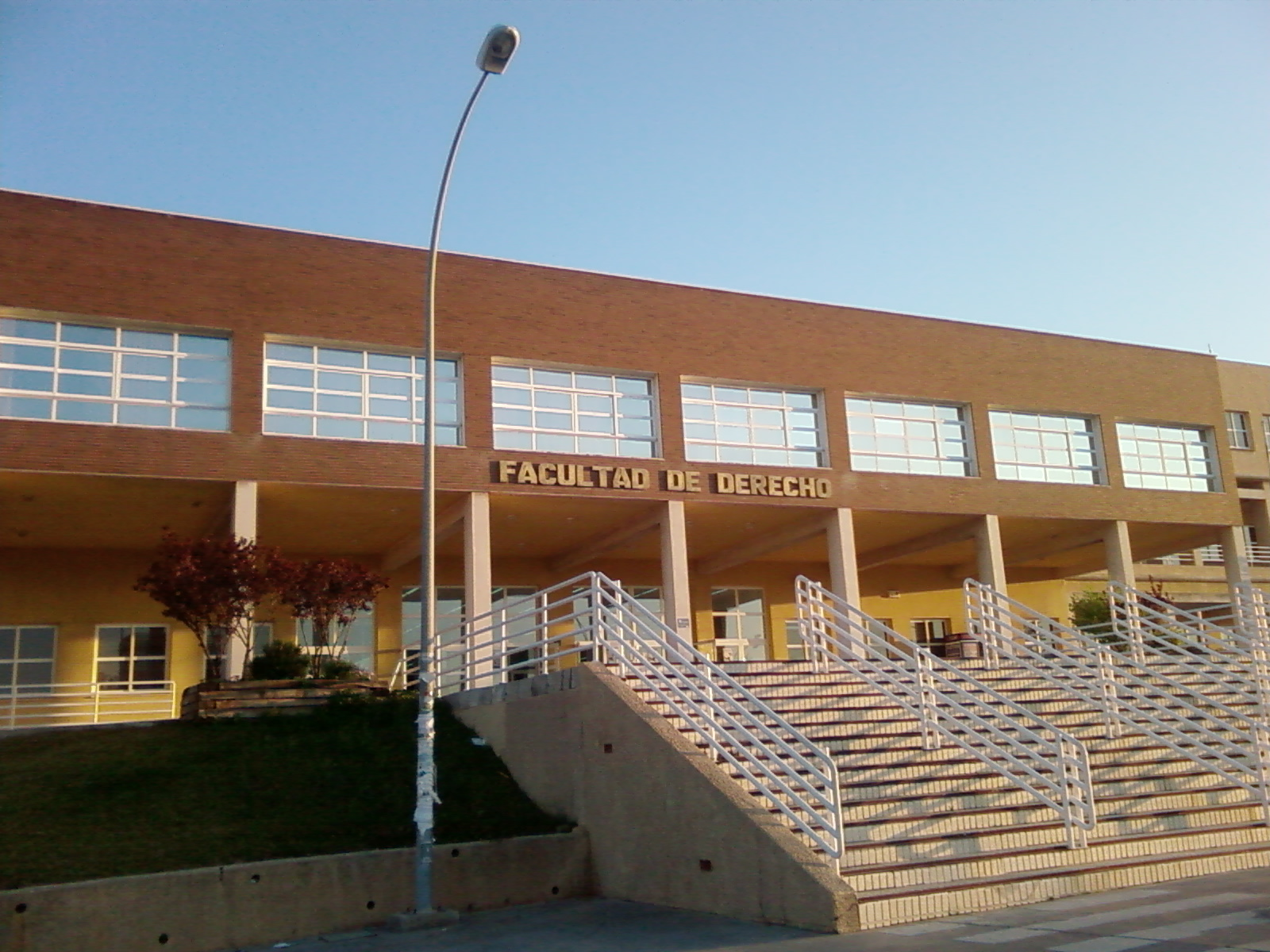
Facultad de Derecho
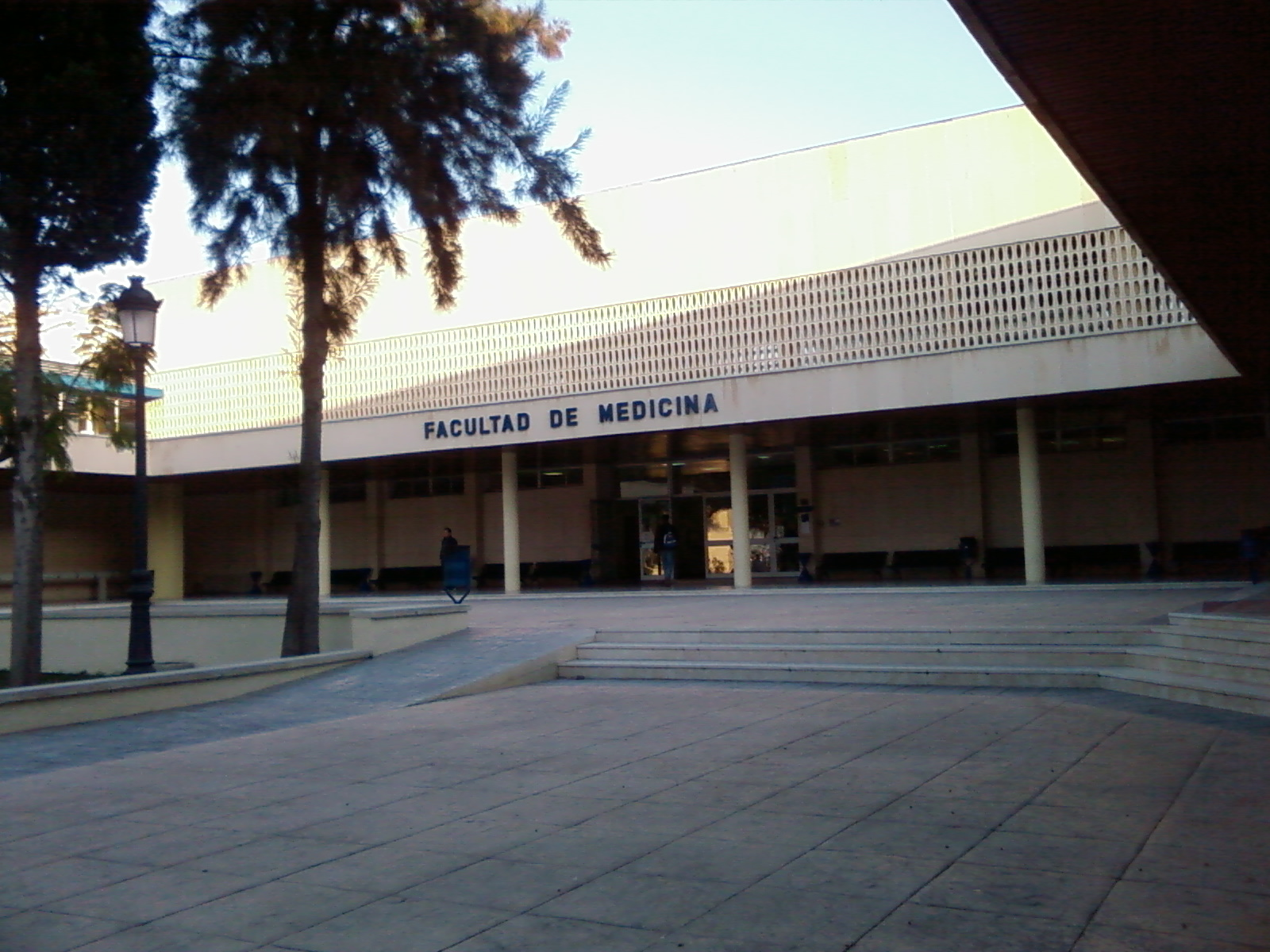
Facultad de Medicina
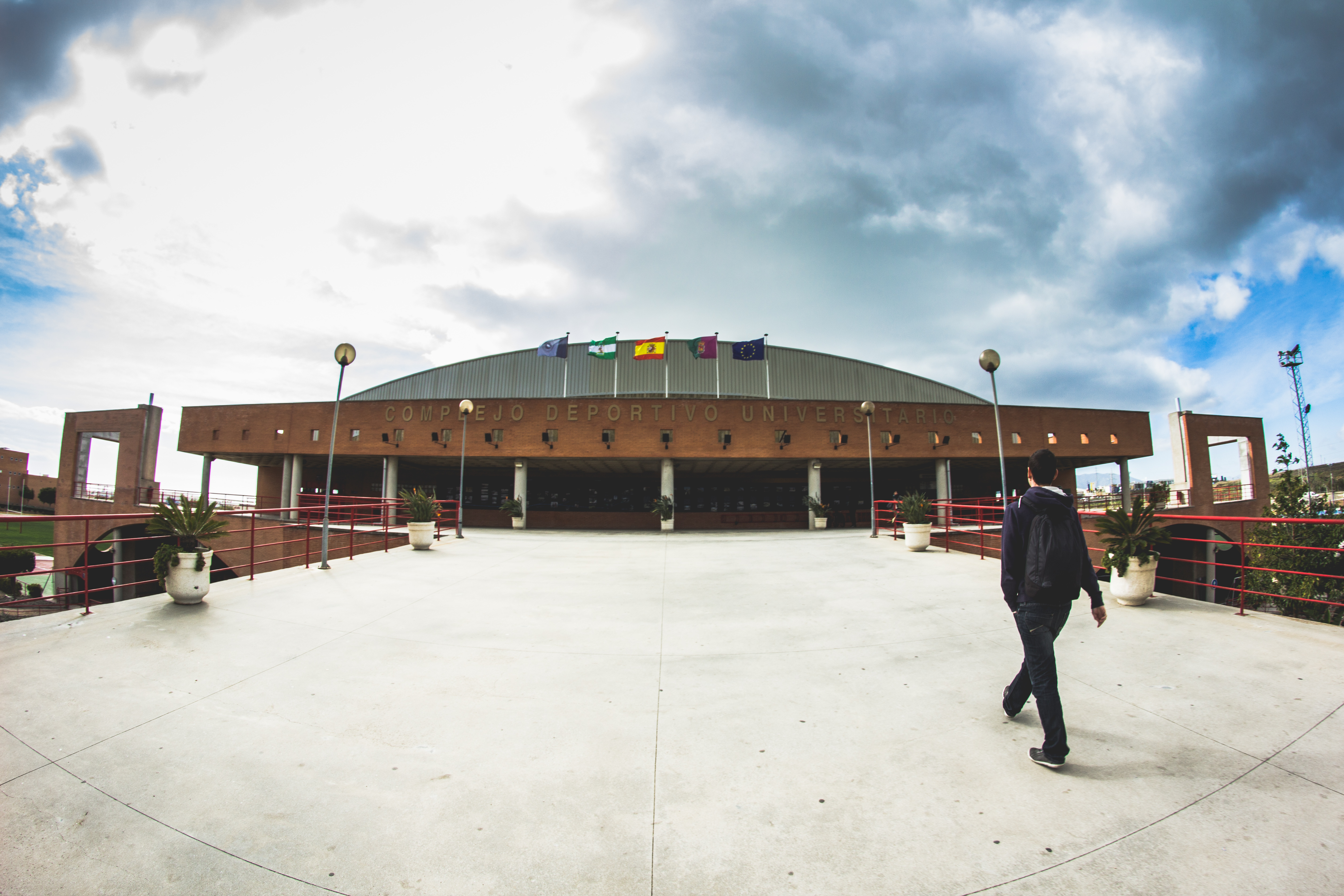
Complejo deportivo
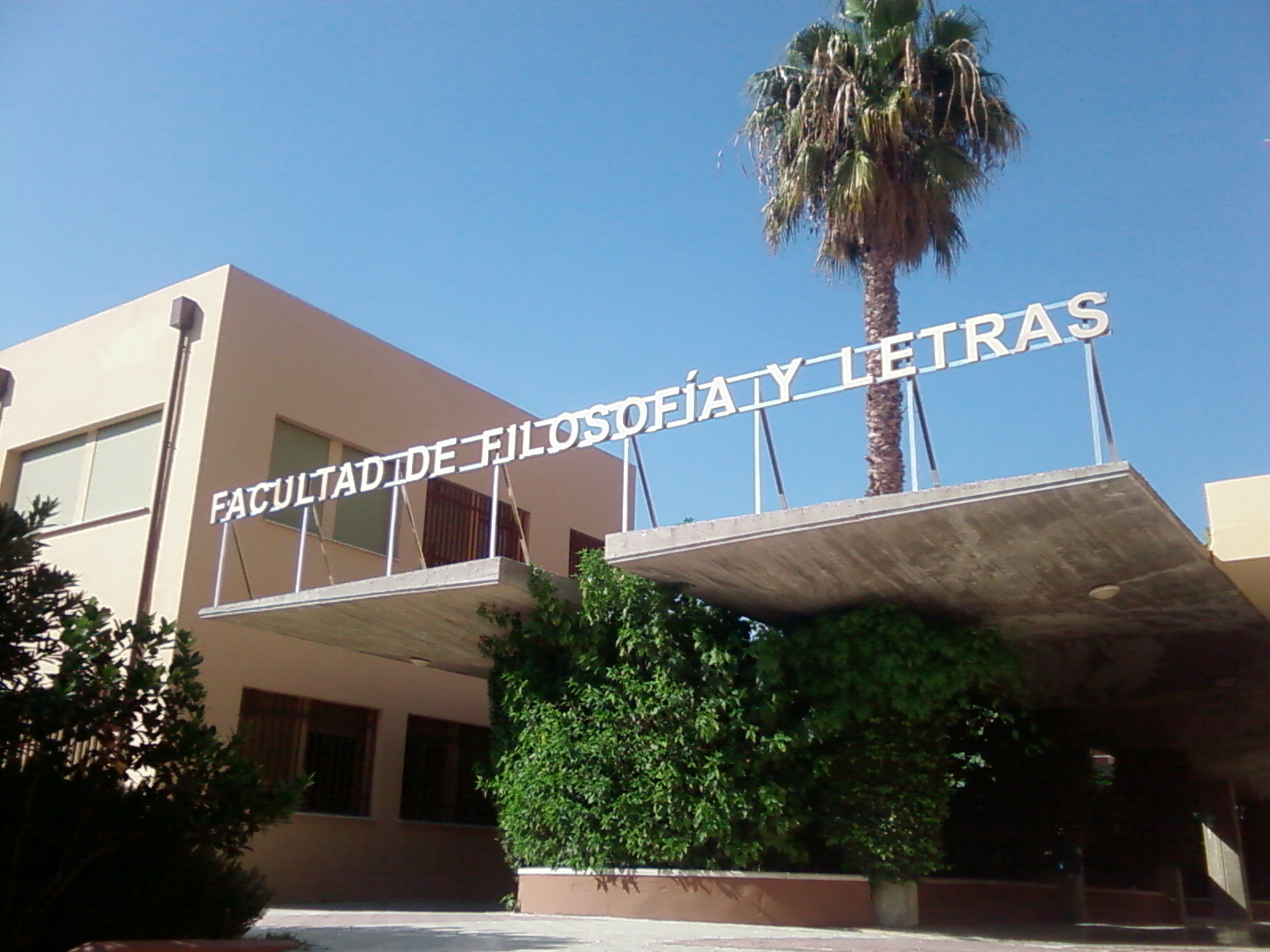
Facultad de Filosofía y Letras
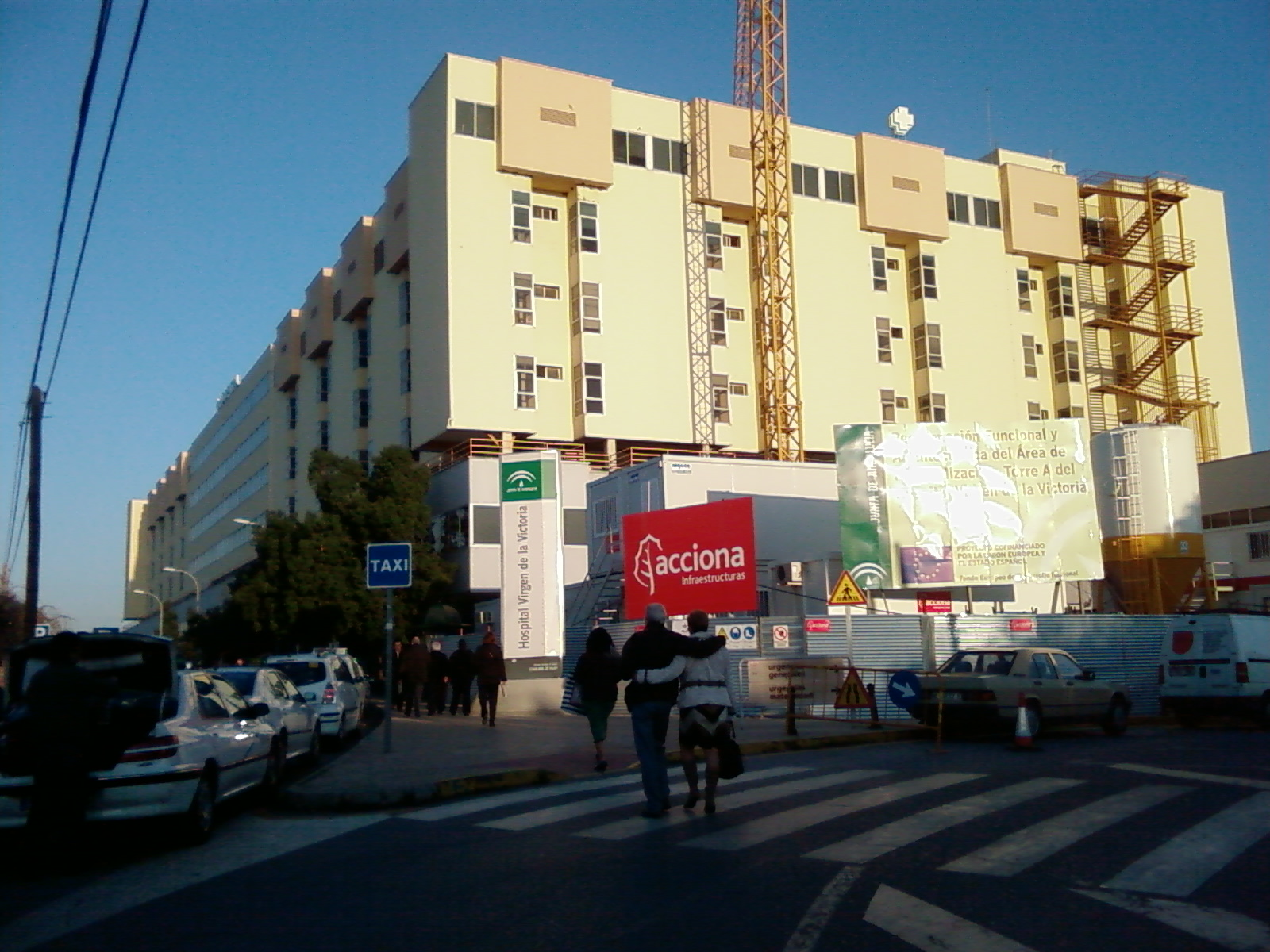
Hospital Clínico

## Comunicaciones
| Estaciones de Metro   | Ciudad de la Justicia, Universidad, Clínico, El Cónsul, Paraninfo, Andalucía Tech |
| Líneas de autobús EMT | 8 11 18 22 62                                                                     |